# Chiesa dei Santi Pietro e Paolo (Brescia)
La chiesa dei Santi Pietro e Paolo, nota anche come chiesa della Volta, è un luogo di culto cattolico di Brescia, situato lungo via Duca degli Abruzzi nel quartiere Porta Cremona-Volta, a poca distanza dalla Volta, cioè la curva verso est che compie in quel punto l'antica strada di collegamento tra Brescia e Cremona.
Costruita nella seconda metà del Settecento, la chiesa custodisce una tela di Giovanni Antonio Zadei e un intero ciclo decorativo ad affresco di Vittorio Trainini.

## Storia
Negli atti della visita pastorale compiuta da san Carlo Borromeo nel 1580 nel territorio della diocesi di Brescia, al 15 aprile è registrata la visita alla chiesa di Sant'Afra (oggi chiesa di Sant'Angela Merici), di cui il territorio della Volta faceva parte. Avendo constatato le difficoltà degli abitanti del contado a recarsi nella parrocchiale, san Carlo decreta che venga costruita una nuova chiesa fuori dalle mura nella zona della Volta, oppure che venga ampliata la cappella annessa alla cascina Biocco, una delle tante attive al tempo nella campagna dell'immediato suburbio cittadino. Il decreto avrebbe dovuto trovare risposta entro tre anni, ma in realtà resta inattuato per quasi due secoli.
Il 16 agosto 1762 don Antonio Loibenheim, di origine viennese e abitante nella cascina Maggia, convoca un'assemblea tra i circa cinquanta capifamiglia della zona, i quali decidono di presentare una supplica ai Canonici di Sant'Afra per ottenere il permesso di costruire una chiesa a proprie spese per trasferirvi il culto locale. La richiesta trova una notevole opposizione da parte dei canonici, ma una risposta favorevole arriva comunque nel 1766 da Venezia con Ducale del 28 maggio, firmata dal doge Alvise IV Mocenigo. Accordata finalmente l'operazione, i fratelli Salvi donano il terreno per la costruzione della chiesa, mentre l'architetto Antonio Marchetti redige il progetto. Lo stesso don Loibenheim mette a disposizione 1000 scudi per il finanziamento dell'opera.
Il 17 giugno 1766 arriva la concessione della licenza edilizia da parte del vicario generale Giacomo Soncini, mentre il 24 giugno 1766 avviene la posa della prima pietra e la benedizione della nuova fabbrica, dedicata ai santi Pietro e Paolo. Il cantiere si protrae per soli tre anni e nel 1769 la chiesa, tranne la facciata, è conclusa. Quest'ultima sarà eretta pochi anni dopo, nel 1791. Completata la struttura, la chiesa può finalmente arricchirsi di opere d'arte, tra cui la pala per l'altare maggiore dipinta appositamente da Giovanni Antonio Zadei.
Nel 1803, con Decreto vescovile del 29 agosto, il vescovo Giovanni Nani erige la chiesa dei Santi Pietro e Paolo a sede parrocchiale per un territorio di 900 anime. L'estensione territoriale attuale della parrocchia, però, non coincide più con quella che aveva allora, poiché nel corso del Novecento sono nate nuove parrocchie nella zona che hanno redistribuito il popolo dei fedeli. Nel 2008 gli abitanti della parrocchia risultavano essere 6734.
Durante il parrocchiato di Giovanni Mazzelli (1815-1837) si ha l'erezione del campanile con un concerto di tre campane e l'inaugurazione, nel 1821, del cimitero a sud della chiesa, già comunque fondato nel 1798 dal parroco Giacomo Forzati.
Tra il 1913 e il 1914 la chiesa viene allungata verso est su progetto di Angelo Albertini, ma la facciata rimane incompiuta. Nel 1926 gli interni vengono completamente affrescati da un ciclo decorativo di Vittorio Trainini, mentre nel 1928 la chiesa è finalmente consacrata dal vescovo Giacinto Gaggia.

## Descrizione

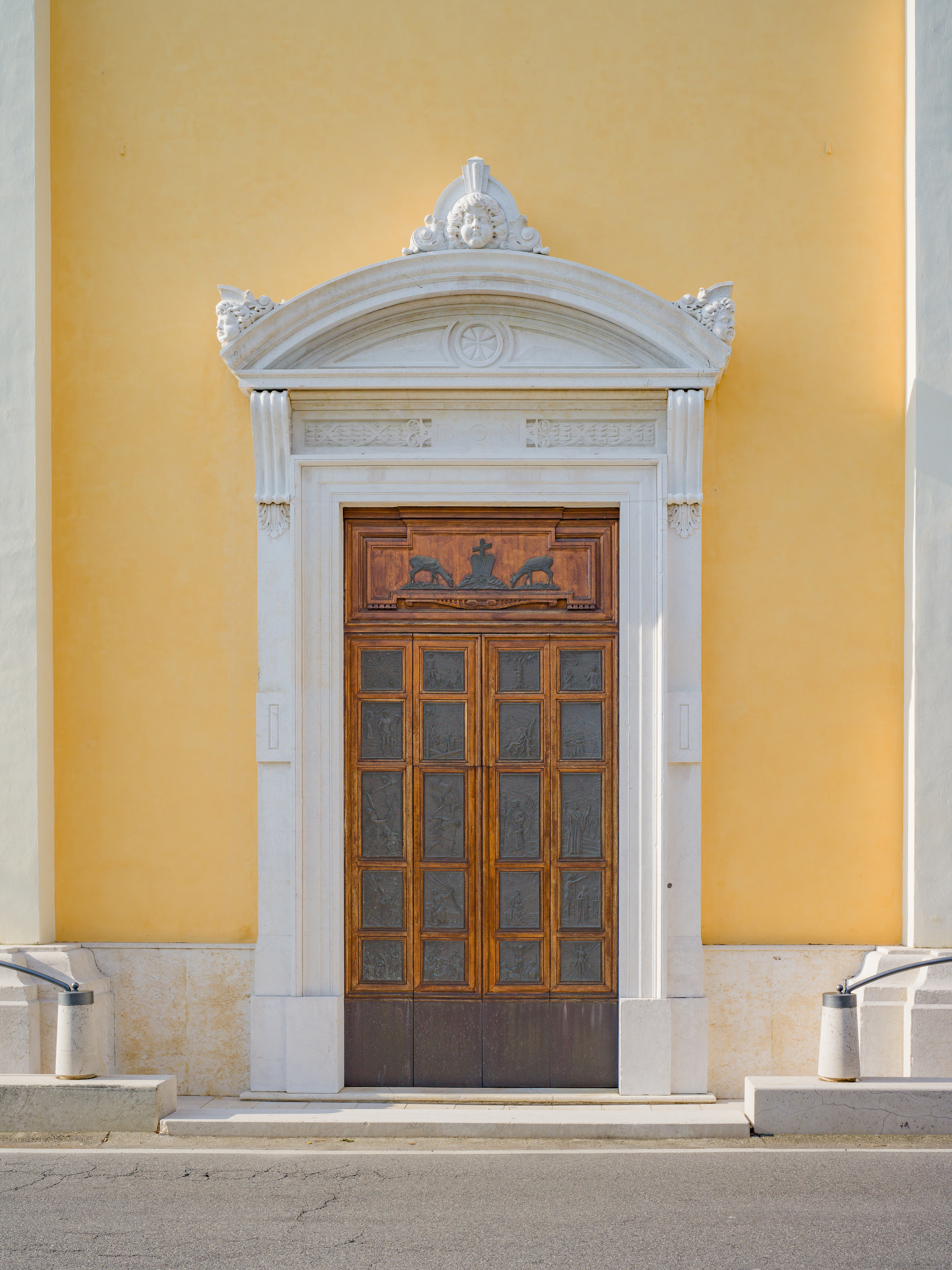
Il portale sulla facciata ad est.

Esternamente la chiesa si presenta dalle linee semplici ed essenziali, con una facciata a capanna disposta parallela a via Duca degli Abruzzi dove le uniche aperture sono solamente il portale d'ingresso, dotato di cornice marmorea, e una grande finestra a lunetta superiore. La facciata risale al cantiere del 1913-14 dell'Albertini ed è incompiuta, come rilevabile dal tetto ligneo provvisorio in sommità e dalle solitarie basi architettoniche lungo il profilo inferiore.
A sud della chiesa, annesso al corpo di fabbrica, si sviluppa l'ampio cimitero, fondato nel 1798 e tuttora in funzione.
L'interno è a navata unica di medie dimensioni, decorata alle pareti da lesene di ordine corinzio che inquadrano gli altari laterali. I numerosi riquadri sui muri perimetrali e sulla volta sono tutti decorati ad affresco con figure di angeli e di santi, opera di Vittorio Trainini del 1926.
La chiesa conserva, sull'altare maggiore, la citata pala di Giovanni Antonio Zadei riproducente i due santi titolari. Agli altari laterali è invece presente un patrimonio artistico di tipo soprattutto statuario.
Nella chiesa si trova un organo a canne, costruito nel 1976 dalla ditta Pedrini riutilizzando in parte elementi provenienti dal precedente organo della chiesa, realizzato agli inizi del XX secolo da Bianchetti. Lo strumento, a trasmissione elettrica, ha due tastiere ognuna di 61 note ed una pedaliera concavo-radiale di 32. Mentre la consolle è collocata nella navata, le canne sono suddivise fra le due casse collocate sopra altrettante cantorie: quelle del Pedale e del Grand'Organo sulla cantoria di sinistra, quelle dell'Espressivo su quella di destra.